# Bugatti 16C Galibier
Der Bugatti 16C Galibier ist ein Konzeptauto einer Oberklasse-Limousine, die von Bugatti Automobiles präsentiert wurde. Aus einer Serienfertigung gibt es vorerst keinen solchen oder ähnlichen Bugatti.

## Geschichte
Der Bugatti 16C Galibier wurde erstmals anlässlich des 100. Jubiläums der Marke Bugatti im Herbst 2009 am Firmensitz der Marke im elsässischen Molsheim einem ausgewählten Publikum präsentiert. Da die angekündigten 300 Exemplare des Bugatti Veyron in absehbarer Zeit ausgeliefert sein sollten und damit das Produktionsende nahte, war der 16C Galibier als dessen Nachfolger vorgesehen. Ende März 2011 zeigte Volkswagen den 16C Galibier beim Genfer Auto-Salon. Im Unterschied zum Veyron ist der 16C Galibier kein Supersportwagen, sondern eine sportliche Reiselimousine, ähnlich wie der Porsche Panamera, der Maserati Quattroporte und der Aston Martin Rapide, allerdings mit einem anderen Zielpublikum. Das historische Vorbild für den Bugatti 16C Galibier ist der Bugatti 57C Galibier aus den 1930er Jahren, benannt nach einem Gebirgspass in den französischen Alpen, dem Col du Galibier.

## Motor
Die Motorleistung des im Konzeptfahrzeug verbauten W16-Motor soll zwischen 588 kW und 735 kW betragen.

## Besonderheiten
An seinem Heck zeigt der 16C Galibier acht Auspuffrohre. Mittig längs über das gesamte Fahrzeug ist eine spitze Erhebung gezogen und trennt die beiden Heckfenster. 
Auf dem Armaturenbrett ist eine Tourbillon-Uhr von Parmigiani Fleurier installiert, die aus der Halterung herausgenommen und als Armbanduhr getragen werden kann.
Die Motorhaube öffnet sich als Hommage an die Bugattimodelle der 1920er und 1930er Jahre zweiflüglig.